# Las Casas (Ciudad Real)
Las Casas es un anejo del municipio español de Ciudad Real, en la provincia de Ciudad Real.

## Geografía
La localidad se encuentra al noroeste de Ciudad Real, en la carretera CM-403, en dirección Porzuna. Limita al noroeste con Picón y en sus cercanías pasa el río Guadiana y se encuentra el Embalse de El Vicario.

## Demografía
| 2000 | 2001 | 2002 | 2003 | 2004 | 2005 | 2006 | 2007 | 2008 | 2009 | 2011 | 2019 |
| 370  | 383  | 403  | 404  | -    | -    | -    | 401  | 422  | 435  | 509  | 750  |

## Símbolos
En octubre de 2020 la Concejalía de Participación Ciudadana del Ayuntamiento de Ciudad Real, en coordinación con la alcaldía pedánea del anejo de Las Casas convocó un concurso para la creación de un emblema identificativo. La alcaldía pedánea indicó como orientación que consideraba representativo de la población el color amarillo y el carro rural. El 14 de noviembre de 2020 se hizo público el diseño ganador, registrado por María del Carmen Santos Romero, y que tiene como elementos fundamentales el carro rural, dos azadas cruzadas y el río Guadiana. 
La descripción heráldica es la siguiente: En campo de oro, una faja ondeada de azur, acompañada en jefe de un carro rural de gules, y en punta de dos azadas de gules puestas en aspa.

## Monumentos y lugares de interés
- Iglesia parroquial de Santa Catalina.

La iglesia parroquial de Santa Catalina es un conjunto de gran interés, ya que su fachada principal data del siglo XII, su torre-campanario (aunque recientemente restaurada) también corresponde a esta fecha, es preciso destacar la riqueza estilística del alfiz y los arcos de herradura ubicados en la fachada y su torre, apreciándose de esta manera tintes mudéjares.
El resto de la iglesia supuso la ampliación de una antigua ermita, por lo que los detalles de su construcción y ampliación corresponden a la arquitectura popular llevada a cabo en los siglos XVI, XVIII y XIX. Tantos los retablos como sus tallas fueron destruidos durante la guerra civil, trayendo consigo otro periodo de restauración en tiempos de postguerra.
- La Pililla la Cruz.

La "Pililla la Cruz", es otro de los monumentos más característicos, es una base de piedra tallada que durante los tiempos de la inquisición sostenía una gran cruz de piedra ofreciendo constancia de un momento en el que lo imprescindible era la pureza del alma según la moral católica. La "Pililla la Cruz" está situada en el antiguo camino del Cordel que daba entrada al pueblo. Como dato curioso podemos añadir que en el lugar donde reposa la Pililla eran sometidos a ajusticiamiento (muerte, torturas, desdichas...) aquellas personas que obraban en contra de la voluntad de Dios (brujas, ladrones...)
- Cuevas y galerías.

En los subsuelos del pueblo existe un gran tramado de cuevas y galerías, que según fuentes históricas apuntan a la función de refugios y escondites utilizados por aquellos cristianos que intentaron hacer suyo el reino Nazarí a través de varias batallas; entre ellas la más destacada es la "Batalla de Alarcos" 1.195 (lugar situado a tan sólo 8 km). Estas cuevas también fueron utilizadas durante la invasión napoleónica como lugar de escondite de las mozas y mujeres del pueblo para evitar las posibles violaciones y aberraciones que el ejército napoleónico pudiese emprender. Recientemente a estas galerías se le ha dado el uso de dispensario para conservar las cosechas de los hortelanos, ya que durante el verano ofrece una temperatura idónea para prolongar la conservación de frutas, verduras y hortalizas.

## Cultura

### Festividades
- Virgen del Rosario: se celebra el último domingo de agosto (y el primer domingo de septiembre, su Octava) Las fiestas patronales se celebran en honor a la Virgen de Rosario, y tienen lugar desde el último fin de semana de agosto hasta el primer fin de semana de septiembre.

- Cruz de Mayo : la plaza del pueblo se decora con una cruz de mayo realizada por vecinos y niños del pueblo.

- San Isidro: procesión hasta la Pililla y Bendición de los campos por el párroco del pueblo.

- Virgen La Milagrosa: el último fin de semana de mayo, tiene lugar las tradicional procesión y fiestas de mayo de la "Milagrosa" en la que hermanos y devotos se unen para acompañar en solemnidad a la virgen Milagrosa tanto en los actos lúdicos como religiosos que comienzan días antes con el solemne triduo, rosario de vísperas, etc.

- Corpus Christi: el día de la fiesta del Corpus Christi, los vecinos decoran las calles con alfombras y altares dispuestos para el paseo del "cuerpo de Cristo" junto a la procesión de los niños que han realizado su primera comunión ese año.